# Adonis shikokuensis
Adonis shikokuensis là một loài thực vật có hoa trong họ Mao lương. Loài này được Nishikawa & Koji Ito mô tả khoa học đầu tiên năm 2001.